# ぷれっそホールディングス
株式会社ぷれっそホールディングス（英: PRESSO Holdings Corporation）は、かつて存在したヤマダ電機（現・ヤマダホールディングス）グループの家電量販店チェーンの持株会社（中間持株会社）。
社名の「ぷれっそ（Presso）」はイタリア語で「すぐそばに」を意味する。

## 歴史・概要

### 傘下各社の業績不振から経営統合へ
2002年（平成14年）1月8日に神戸地方裁判所に民事再生法の適用を申し立てて同日保全命令を受けて事実上破綻した株式会社星電社を同年7月15日にマツヤデンキが社長などの経営陣を派遣するほか、情報システムの共有や商品供給で協力する形で支援に乗り出したのが始まりである。
2003年（平成15年）9月25日にはそのマツヤデンキも民事再生法の適用を申請して翌日の26日に産業再生機構の支援決定を受けて再建に乗り出すことになり、新生銀行系列のファンドが産業再生機構から同年にマツヤデンキの営業を譲渡を受けた。
また、2005年（平成17年）3月7日付で当時のマツヤデンキ会長がサトームセンの社長兼会長に就任してマツヤデンキが店舗運営のノウハウ提供や商品調達の協力などの経営支援を行うことになり、同年にマツヤデンキを傘下に収めていた新生銀行系列のファンドがサトームセンの全株式を創業家から買収して資本面でも事実上経営統合した。
その後、2006年（平成18年）3月3日にアドバンテッジパートナーズが設立して運用しているファンドとカルチュア・コンビニエンス・クラブからマツヤデンキとサトームセンの全株式を保有していた新生銀行系列のファンドが株式会社星電社の株式の90%を取得して2006年（平成18年）10月1日に持ち株会社のぷれっそホールディングスを設立して経営統合することになった。登記簿上はファンドが持っているエスエヌアール・セブンを同年9月20日付で商号変更したものである。

### ヤマダ電機傘下へ、同社ブランドへの転換
2007年（平成19年）5月15日にぷれっそホールディングスの全株式をヤマダ電機が同年6月29日に取得して子会社化することが発表され、後に同社の傘下に入った。
その後、まず秋葉原のサトームセンが2007年（平成19年）12月に駅前1号店をヤマダ電機LABIデジタル館に転換したのを皮切りに、同月22日までに既存の全店舗をヤマダ電機テックランドおよびLABIに転換して「サトームセン」ブランドによる営業を終了した。2008年（平成20年）7月15日に法人としてのサトームセンは事業を停止、店舗はヤマダ電機直営となった。
続いて星電社も2009年（平成21年）7月3日より三宮本店がLABI三宮に、三宮本店以外の7店舗がヤマダ電機テックランドにそれぞれ転換して「せいでん」ブランドによる営業を終了した（残り2店舗は7月20日までに閉鎖）。
これによって、ぷれっそHDが展開する独自の店舗ブランドは事実上マツヤデンキのみとなったが、そのマツヤデンキも、マツヤデンキCaDenの店名で展開していた店舗のうち、2008年（平成20年）7月18日に北海道の3店舗をヤマダ電機テックランドに転換したのを皮切りに、同年8月1日に全国の16店舗、9月11日に大和高田店と、同年中に20店舗をヤマダ電機テックランドに転換した。
その後もマツヤデンキでの新規出店もあり、ヤマダ電機ブランドとの共存状態が続いているが、2012年（平成24年）6月29日に鳴門店と浜岡店がヤマダ電機テックランドに転換している。
ぷれっそホールディングスとして経営統合後、グループ傘下にある店舗の大半は中ぐらいの大きさの風船（無地、白・赤・桃・青・黄・緑の全6色）を複数個、配置しておくことが多くなった。
ぷれっそホールディングスはヤマダ電機による買収後、仕入れ機能や本社業務などの事業運営を同社へ移管し、事業会社としての実態は消滅したものの、法人としてはそのまま存続して中間持株会社となり、事業会社であるサトームセン株式会社、株式会社マツヤデンキ、株式会社星電社の3社の株式を保有し続けていたが、2012年12月に清算し消滅。3社は後にヤマダ電機の直接の完全子会社となった後、2021年7月までに3社全て吸収合併されて消滅した。

## 沿革
- 2002年（平成14年）
  - 1月8日 - 星電社が経営破綻。民事再生手続きを申請[3]。
  - 7月15日 - マツヤデンキが星電社の経営支援に乗り出す[4]。星電社はマツヤデンキのフランチャイジーになる。
- 2003年（平成15年）
  - 9月25日 - マツヤデンキが民事再生手続きを申請[5]。
  - 12月 - 旧マツヤデンキが新生銀行出資の新法人に営業譲渡。新法人は株式会社マツヤデンキに商号変更。
- 2005年（平成17年）
  - 3月7日 - サトームセンとマツヤデンキが業務提携[7]。
  - 7月 - サトームセンが新生銀行系ファンドによって買収される。
- 2006年（平成18年）
  - 3月3日 - マツヤデンキ、サトームセン、星電社の3社の統合が決まる[8]。3社の本部機能を集約。
  - 10月1日 - マツヤデンキ、サトームセン、星電社の3社が株式移転し、ぷれっそホールディングス設立[9]。
- 2007年（平成19年）
  - 6月29日 - ヤマダ電機の完全子会社となる[1]。
  - 12月 - サトームセンの全店舗をヤマダ電機テックランドおよびLABIに転換[12]。
- 2008年（平成20年）
  - 7月15日 - サトームセンが事業停止。
  - 7月18日 - マツヤデンキCaDenの北海道の3店舗をヤマダ電機テックランドに転換[15]。(8月1日に全国の16店舗[16]、9月11日に大和高田店[17]を同様に転換)
- 2009年（平成21年）7月3日 - 星電社がヤマダ電機のフランチャイジーになり、同社店舗をヤマダ電機に転換[13]。
- 2012年（平成24年）
  - 6月29日 - マツヤデンキの鳴門店と浜岡店がヤマダ電機テックランドに転換[18]。
  - 9月7日 - 会社解散。
  - 12月31日 - 清算により消滅[19]。

## 事業会社
- サトームセン（2013年5月31日付でヤマダ電機に吸収合併されて消滅）
- マツヤデンキ（統合後は関東以外の全国を担当。2021年7月1日付でヤマダデンキに吸収合併されて消滅）
- 星電社（統合後は兵庫県域を担当。後にヤマダ電機のブランド店舗に転換したのを経て2021年7月1日付でヤマダデンキに吸収合併されて消滅）